# 1967 ve filmu

## Události
- 24. listopadu – Premiéra českého historického filmu Markéta Lazarová Františka Vláčila podle stejnojmenné knihy Vladislava Vančury.
- United Artists oznámil nabídku k prodeji. Po uzavření obchodu přešla tato tradiční společnost do vlastnictví pojišťoven Transamerica.
- Snímek Omara Kalifiho El Fajir byl prvním samostatně vyrobeným filmem v Tunisku. Jinak trh arabsky mluvených filmů ovládl Egypt, odkud také pochází světová hvězda Omar Sharif. Další snímky se produkovaly v Alžírsku.[1]
- Gloria Swansonová poprvé představila v USA rekonstruovanou verzi Queen Kelly Ericha von Stroheima. Také v Evropě se do té doby uváděla pouze zkrácená verze.
- Svou činnost zahájil American Film Institute, vládou a filmovým průmyslem podporovaný ústav na zkoumání, katalogizaci a rozvoj amerického filmu.
- Již po třetí hollywoodskou společnost Warner Bros. odkoupila velká firma. Warner Bros. tedy tvořil součást zábavního koncernu Warner Bros.-Seven Arts.
- Herec Marcello Mastroianni obdržel vyznamenání „Za zásluhy o rozvoj italské republiky“.
- Pařížské Trois Luxembourg bylo novou formou kina. Tzv. multisalles měly několik projekčních síní a postupem doby se prosazovaly i v mezinárodním měřítku.
- Režisér Josef von Sternberg a další tvůrci protestovali proti novému německému zákonu na podporu filmu, protože jako předchozí zákony podporoval výrobu triviálních komerčních snímků. Umělecký film naopak našel nový domov na minifestivalu v Hofu, jenž se brzy stal evropským centrem náročného filmu.
- Film Jiřího Menzela Ostře sledované vlaky získal Oskara za nejlepší cizojazyčný film.

## Nejvýdělečnější filmy roku
| Pořadí | Název                       | Země | Tržba (v dolarech) |
| ------ | --------------------------- | ---- | ------------------ |
| 1.     | Kniha džunglí               | USA  | 60 964 000         |
| 2.     | Absolvent                   | USA  | 44 091 000         |
| 3.     | Bonnie a Clyde              | USA  | 35 500 000         |
| 4.     | Hádej, kdo přijde na večeři | USA  | 22 800 000         |
| 5.     | Tucet špinavců              | USA  | 20 404 000         |
| 6.     | Údolí panenek               | USA  | 20 000 000         |
| 7.     | Žiješ jenom dvakrát         | USA  | 19 389 000         |
| 8.     | Panu učiteli s láskou       | USA  | 19 100 000         |
| 9.     | Správná dívka               | USA  | 15 455 000         |
| 10.    | V žáru noci                 | USA  | 14 750 000         |

## Ocenění

### Oscar
Nejlepší film: V žáru noci
Nejlepší režie: Mike Nichols - Absolvent
Nejlepší mužský herecký výkon: Rod Steiger - V žáru noci
Nejlepší ženský herecký výkon: Katharine Hepburn - Hádej, kdo přijde na večeři
Nejlepší mužský herecký výkon ve vedlejší roli: George Kennedy - Frajer Luke
Nejlepší ženský herecký výkon ve vedlejší roli: Estelle Parsons - Bonnie a Clyde
Nejlepší cizojazyčný film: Ostře sledované vlaky, režie Jiří Menzel, Československo

### Zlatý Glóbus
Drama
Nejlepší film: V žáru noci
Nejlepší herec: Rod Steiger - V žáru noci
Nejlepší herečka: Edith Evans - The Whisperers
Muzikál nebo komedie
Nejlepší film: Absolvent
Nejlepší herec: Richard Harris - Camelot
Nejlepší herečka: Anne Bancroft - Absolvent
Jiné
Nejlepší režie: Mike Nichols - Absolvent

## Narozeniny
- 2. ledna - Tia Carrere, americká herečka
- 14. ledna - Emily Watson, anglická herečka
- 10. února - Laura Dern, americká herečka
- 19. února - Benicio del Toro, portorikánský herec
- 16. března - Lauren Graham, americká herečka
- 18. března – Mahulena Bočanová, česká herečka
- 23. března – Kateřina Kornová, česká herečka, modelka, moderátorka a v současnosti podnikatelka
- 2. dubna - Ajay Devgan, indický herec
- 1. května - Scott Coffey, americký herec a režisér
- 31. května - Sandrine Bonnaire, francouzská herečka
- 20. června - Nicole Kidman, australská herečka
- 26. května – Martin Zounar, český herec
- 29. května – Bohdan Sláma, český režisér
- 6. června – Paul Giamatti, americký herec
- 20. června – Nicole Kidman, australská herečka a producentka
- 27. června – Jan Hřebejk, český režisér
- 1. července - Pamela Anderson, americká herečka
- 16. července - Will Ferrell, americký herec
- 18. července – Vin Diesel, americký herec, spisovatel, režisér, scenárista a producent
- 23. července - Philip Seymour Hoffman, americký herec
- 25. července – Matt LeBlanc, americký herec
- 9. srpna – Dana Vávrová, česká herečka († 5. února 2009)
- 21. srpna – Carrie-Anne Mossová, kanadská filmová a televizní herečka a bývalá modelka
- 4. října - Liev Schreiber, americký herec
- 5. října - Guy Pearce, australský herec
- 28. října - Julia Roberts, americká herečka
- 29. října – Rufus Sewell, britský herec
- 11. září - Harry Connick, Jr., americký herec
- 22. listopadu - Mark Ruffalo, americký herec
- 28. listopadu - Anna Nicole Smith, americká modelka a herečka (zemřela 2007)
- 1. prosince – Nela Boudová, česká herečka
- 16. prosince - Miranda Otto, australská herečka
- 29. prosince – Andy Wachowski, americký scenárista, režisér a producent

## Úmrtí
- 8. ledna - Zbigniew Cybulski, 39, polský herec
- 21. ledna - Ann Sheridan, 51, americká herečka
- 22. ledna - Jobyna Ralston, 67, americká herečka
- 28. ledna – Václav Wasserman, 68, český režisér
- 14. února - Sig Ruman, 82, německý herec
- 15. února - Antonio Moreno, 79, španělsko-americký herec a režisér
- 16. února - Smiley Burnette, 58, americký herec
- 16. února - Martine Carol, 46, francouzská herečka
- 24. února - Franz Waxman, 60, německý filmový skladatel
- 5. března - Mischa Auer, 61, ruský herec
- 6. března - Nelson Eddy, 65, kanadský zpěvák a herec
- 11. března - Geraldine Farrar , 85, americká zpěvačka a herečka
- 19. března – Gustav Hilmar, 76, český herec, malíř a sochař
- 8. května - LaVerne Andrews, 55, americká zpěvačka a herečka
- 8. května - Barbara Payton, 39, americká herečka
- 30. května - Claude Rains, 77, britský herec
- 10. června - Spencer Tracy, 67, americký herec
- 16. června - Reginald Denny, 75, britský herec
- 26. června - Françoise Dorléac, 25, francouzská herečka
- 29. června - Jayne Mansfield, 34, americká herečka
- 7. července - Vivien Leigh, 53, britská herečka
- 21. července - David Weisbart, 52, americký filmový producent a editor
- 21. července - Basil Rathbone, 75, britský herec
- 9. srpna - Anton Walbrook, 70, rakouský herec
- 13. srpna - Jane Darwell, 87, americká herečka
- 22. srpna – Otýlie Beníšková, 84, česká herečka
- 25. srpna - Paul Muni, 71, ukrajinsko-americký herec
- 12. října - Nat Pendleton, 72, americký herec, bývalý olympijský plavec
- 1. listopadu - Benita Hume, 60, britská herečka
- 9. listopadu - Charles Bickford, 76, americký herec
- 21. listopadu - Rudolf Deyl mladší, 55, český herec
- 24. listopadu – Andula Sedláčková, 80, česká herečka
- 4. prosince - Bert Lahr, 72, americký herec

## Filmové debuty
- John Davidson
- Richard Dreyfuss
- Faye Dunawayová
- Dustin Hoffman
- Anthony Hopkins
- James Earl Jones
- Harvey Keitel
- Helen Mirren
- Lesley Ann Warren